# Kristof Schreuf
Kristof Schreuf (* 1. Mai 1963 in Frankfurt am Main; † 9. November 2022 in Berlin) war ein deutscher Musiker und Journalist.

## Biografie
Schreuf war Ende der 1980er Jahre Sänger und Texter der Band Kolossale Jugend. Mit ihr prägte er maßgeblich die Anfänge der sogenannten Hamburger Schule. Nach der Auflösung der Band 1991 gründete er vier Jahre später gemeinsam mit Luka Rothmann und Martin Buck die Band Brüllen, mit der er 1997 das Album Schatzitude veröffentlichte. Für den 2007 erschienenen Sampler On the Road Again Mama aus der Reihe Perlen deutschsprachiger Popmusik schloss er sich mit Martin Buck und Stefan Feser zu der Band Rock zusammen, gemeinsam nahmen sie das Stück Nur Worte gehen weiter als ich auf.
Für die NDR-Dokumentationen von Oliver Schwabe My Generation. Der Sound der Revolte (2006) und Disco Love Machine – Im Beat liegt die Sehnsucht (2007) interpretierte Schreuf zahlreiche Klassiker der Rock- und Disco-Geschichte von Bands wie AC/DC, The Who oder Judas Priest neu. Diese Stücke erschienen am 16. April 2010 auf dem Album Bourgeois with Guitar. Für dieses Album wurde er 2011 für den Kritikerpreis des ECHO nominiert. In den Jahrescharts der Musikzeitschrift Spex wurde das Album von den Redakteuren auf den fünften Platz gewählt.
Seit den 1990ern schrieb Schreuf auch für Zeitschriften und Zeitungen wie Spex, taz, Jungle World oder junge Welt. Für seinen Text Wahrheit ist das wovon Männer gerne behaupten, dass es ihnen um sie geht wurde er 2003 von Iris Radisch für den Ingeborg-Bachmann-Preis vorgeschlagen.
Er war verheiratet mit der Übersetzerin Conny Lösch.
Er starb am 9. November 2022 im Alter von 59 Jahren in Berlin.

## Diskografie
- 2010: Bourgeois with Guitar